# Cada dia és festa
Cada dia és festa  (títol original: Tous les jours dimanche) és una pel·lícula franco-italiana dirigida per Jean-Charles Tacchella estrenada l'any 1995. Ha estat doblada al català.

## Argument
Francès expatriat a Sarasota (Florida), Dodo només té un credo: per apreciar la vida, millor estar descarregat de tot treball. Un principi que li costaria aplicar si algunes dones, de les que aprecia la companyia, no l'ajudessin a subsistir. Una d'elles, Betty, és també la promesa de Jesus, un violinista gitano d'ascendència italiana que ha abandonat Nova York per instal·lar-se a Florida per una herència. La brutal desaparició de Betty fa canviar el destí de Dodo i Jesus.

## Repartiment
- Thierry Lhermitte: Dodo
- Maurizio Nichetti: Jésus
- Rod Steiger: Benjamin
- Marie-France Pisier: Marion
- Susan Blakely: Alice
- Molly Ringwald: Janet Gifford
- Nancy Valen: Nicky
- Monique Mannen: Gloria
- Peggy O'Neal: Géraldine
- Dave Corey: Benny Butler
- Jack G. Spirtos: Quinquina
- Sam Bauso: Un oficial de policia
- Yeniffer Behrens: Rita
- Anthony Giaimo: Un client au restaurant
- Victor Iemolo: Un oficial de policia
- Tim Powell: Credeau
- Vivianne Sendaydiego: Priscilla
- Suzanne Turner: Celia